# Sulawesistruikkoekoek
De sulawesistruikkoekoek (Cacomantis virescens) is een vogel uit de familie Cuculidae (koekoeken). Eerder was dit een ondersoort van de Indonesische koekoek (C. sepulcratis virescens).

## Verspreiding en leefgebied
Deze soort komt voor op Sulawesi, de Banggai- en Sula-eilanden, Buton en de Tukangbesi-eilanden.